# HMGN2
La proteína cromosómica no histona HMG-17 es una proteína que en humanos está codificada por el gen HMGN2. La proteína codificada por este gen se une al ADN nucleosómico y está asociada con la cromatina transcripcionalmente activa. Junto con una proteína similar, HMGN1, la proteína codificada puede ayudar a mantener una configuración de cromatina abierta alrededor de genes transcribibles. También se ha descubierto que la proteína tiene actividad antimicrobiana contra bacterias, virus y hongos.